# Nulltjärnarna
Nulltjärnarna är en grupp småsjöar i Vålådalen Natura 2000-område i Undersåkers socken, Jämtland, och Åre kommun
- Nulltjärnarna (Undersåkers socken, Jämtland, 700795-135344), sjö i Åre kommun, 63°09′05″N 12°53′49″Ö / 63.1514°N 12.8969°Ö
- Nulltjärnarna (Undersåkers socken, Jämtland, 700804-135399), sjö i Åre kommun, 63°09′05″N 12°54′08″Ö / 63.1515°N 12.9021°Ö (7 ha)
- Nulltjärnarna (Undersåkers socken, Jämtland, 700806-135264), sjö i Åre kommun, 63°09′07″N 12°52′52″Ö / 63.152°N 12.881°Ö
- Nulltjärnarna (Undersåkers socken, Jämtland, 700808-135323), sjö i Åre kommun, 63°09′21″N 12°53′53″Ö / 63.1557°N 12.8981°Ö (36 ha)
- Nulltjärnarna (Undersåkers socken, Jämtland, 700908-135335), sjö i Åre kommun, 63°09′32″N 12°53′20″Ö / 63.1588°N 12.889°Ö (15 ha)
- Nulltjärnarna (Undersåkers socken, Jämtland, 700915-135336), sjö i Åre kommun, 63°09′53″N 12°53′38″Ö / 63.1646°N 12.8938°Ö (6 ha)